# The West
The West is een gratis browser-gebaseerde MMORPG ontwikkeld door InnoGames. In het spel, dat zich afspeelt in het Wilde Westen, kan de speler een carrière starten als bijvoorbeeld avonturier, duellant, arbeider en soldaat. De speler kan onder andere opdrachten (quests) uitvoeren en lid worden van een stad of er zelf één beginnen.
Momenteel is het spel in 19 talen beschikbaar. Daarnaast is er nog een internationale beta-server.

## Servers
The West wordt gespeeld op servers (werelden). In Nederland zijn er in totaal negen. Namelijk Wereld 1, Arizona (18 augustus 2010 ), Briscoe (7 juli 2011 ), Colorado (15 oktober 2012 ), Dakota (20 november 2013 ), El Dorado (11 maart 2015 ), Fairbanks (18 oktober 2016 ), Graceland (11 oktober 2017 ) en Huachuca (15 oktober 2018 ). Hiernaast is er ook een speciale evenementen wereld. Wereld 1 heeft andere instellingen dan de andere negen werelden .

## Levels
Door het doen van arbeiden, het winnen van duels, het deelnemen aan fortgevechten en het voltooien van bepaalde 'quests' (wordt in het spel vertaald als 'opdrachten') krijgt de speler ervaringspunten. Ook krijgt de speler als die inlogt dagelijks een inlogbonus. Bij een bepaald aantal ervaringspunten zal de speler een level stijgen. Naarmate de speler hogere levels bereikt zullen er meer quests beschikbaar komen en zal de speler meer soorten kleding kunnen dragen. Het hoogste level dat een speler kan bereiken is level 150. Vanaf update 2.0 worden er ook nieuwe arbeiden vrijgespeeld bij het behalen van een hoger level.

### Vaardigheden
Bij elk level dat de speler stijgt, krijgt die één zogenaamde attribuutpunt en drie vaardigheidspunten. Die punten kunnen worden verdeeld over bepaalde vaardigheden en attributen. In totaal zijn er twintig vaardigheden verdeeld over vier attributen. Zo is er bijvoorbeeld de attribuut Kracht, waarin de vaardigheden Bouw, Slagkracht, Weerstand, Stamina en Levenspunten zijn ondergebracht. Met meer punten op attributen en vaardigheden kan de speler meer arbeiden doen.

#### Levenspunten
Boven de blauwe (of groene) balk met de actiepunten staat een rode balk met de levenspunten. Bij elk level dat een speler stijgt krijgt die 10 levenspunten. Ook kan een speler het maximaal aantal levenspunten verhogen door vaardigheidspunten in te zetten op de vaardigheid Levenspunten. Indien een speler de "character class" soldaat heeft, krijgt die er 15 per punt op Levenspunten.
Bij een arbeid, een duel of een fortgevecht kan een speler gewond raken en levenspunten verliezen. Indien een speler al zijn levenspunten heeft verloren, valt deze flauw. Dit heeft als gevolg dat de speler al het contante geld verliest en geen actiepunten meer over heeft. Men wordt automatisch naar het hotel van de eigen stad gebracht. Als een speler geen lid is van een stad, blijft hij op de plaats van de arbeid staan. Wanneer een speler is flauwgevallen kan hij voor 72 uur niet geduelleerd worden of zelf duelleren, na 24 kan een speler dit annuleren door zelf een duel te starten.

### Klasse waartoe een personage behoort
Als de speler level 15 heeft bereikt, kan die een character class kiezen: duellant, soldaat, arbeider en avonturier. Elke klasse heeft een aantal voordelen, zoals meer kans op het vinden van voorwerpen of sneller reizen. Ook kan de speler het geslacht voor die speler op de wereld bepalen. Sommige kleding is namelijk enkel door mannen of vrouwen te dragen. Zodra de speler een klasse voor zijn personage heeft gekozen, staat de klasse en het geslacht voor de speler op de wereld vast. Deze kan niet veranderd worden. Zolang de speler geen klasse heeft gekozen, heeft die de klasse Greenhorn. Als je greenhorn blijft heb je na level 15 geen voordelen meer, met de andere karakterklasse heb je meerdere en betere voordelen.

#### Avatar
Sinds versie 1.32 van het spel kan de speler een eigen avatar maken, zoals die verschijnt op diverse plaatsen, zoals op het profiel van de speler en de stadsfora. Een avatar kan worden gemaakt door verschillende monden, achtergronden, hoofddeksels, etc. te combineren. Er zijn meer dan 70.000 combinaties mogelijk. Voor versie 1.32 kon de speler per klasse enkel uit vier standaard profielfoto's kiezen.

## Inventaris
De inventaris bestaat uit de rugzak van de speler en een overzicht van kleding die de speler op dat moment aan heeft. In de rugzak van de speler zijn alle voorwerpen en producten die de speler heeft gekocht of gevonden. Er zit geen limiet aan de rugzak. Een speler kan een onbeperkt aantal voorwerpen en producten bij zich dragen. Door bepaalde voorwerpen aan te trekken kan de speler speciale bonussen krijgen op zijn vaardigheidspunten. De kleding die een speler aan heeft is voor iedereen zichtbaar, de inventaris daarentegen niet. Een speler kan tegelijkertijd één hoofddeksel, één halsdoek, één kledingstuk, één paar schoenen, één duelwapen, één fortwapen, één broek, één riem en één product dragen. Ook kan de speler op een rijdier zitten, zodat die sneller over de kaart beweegt.

### Winkel
In de inventaris is er ook een knop om naar de winkel te gaan, de winkel wordt in het spel "de rondreidende handelaar" genoemd. In de winkel staan acht willekeurige voorwerpen die de speler overal kan kopen. Wordt er een voorwerp verkocht, zal er een lege plek in de winkel komen. Deze voorwerpen worden elke 24 uur vernieuwd en dan komen er weer acht nieuwe voorwerpen. Ook kan de speler ook overal voorwerpen en producten verkopen via de winkel.

## Quests (opdrachten)
Spelers kunnen zogenaamde quests (opdrachten) doen. De opdrachten variëren van het zorgen voor bepaalde producten of voorwerpen, een duel te winnen tegen een NPC, tot een bepaalde arbeid een paar uur te doen. Deze opdrachten worden gegeven door een paar personages, bijvoorbeeld een sheriff en een indiaan. Meer opdrachten komen beschikbaar zodra de speler een hoger level bereikt. Daarnaast heeft elke character class speciale opdrachten. Ook is er af en toe een speciale opdrachtenreeks die maar tijdelijk te behalen zijn. Zo is er een speciale kerst-opdrachtenreeks en zijn er Valentijnsdag-opdrachten.

## Arbeiden
De speler kan arbeiden doen. Zo kan de speler bijvoorbeeld met indianen handelen, kranten verkopen en zilver delven. Deze zijn via de kaart te selecteren. Door het voltooien van arbeiden krijgt de speler ervaringspunten, geld (dollars) en kan die producten en voorwerpen krijgen. De hoeveelheid geld, het aantal ervaringspunten, de waarde van voorwerpen die te krijgen zijn en producten verschilt per arbeid. Als een speler dezelfde arbeiden in korte tijd achter elkaar doet, daalt zijn motivatie voor die arbeid. Vanaf update 2.0 zijn de tijden van arbeiden 15 seconden, 10 minuten of 1 uur.
Een speler kan tijdens zijn arbeiden ook verwondingen oplopen. Hoe meer arbeidspunten men inbrengt, des te hoger de hoeveelheid geld en des te lager de verwondingen kunnen zijn. Verder heeft het aantal arbeidspunten ook nog invloed op de waarde van de voorwerpen die men kan vinden.

### Actiepunten
Een speler krijgt 3 actiepunten (met premiumbonus 4,5) per uur. Een arbeid uitvoeren van één uur kost een speler 12 actiepunten, 10 minuten kost een speler 5 actiepunten en 15 seconden kost een speler 1 actiepunt. Duelleren kost 12 actiepunten. Een speler beschikt over 100 actiepunten (150 met premiumbonus), indien deze op zijn, kan men wachten, een buff gebruiken of gaan slapen. Ook is het mogelijk voor een speler op zijn actiepunten in één keer te aanvullen door middel van een premium.

## Duelleren
De speler kan ook met andere spelers duelleren. Als de speler wint, krijgt hij geld van de verliezer en (duel)ervaringspunten, als de verliezer geen contant geld heeft krijgt de winnaar ook geen geld. Echter verliest de speler duelervaringspunten wanneer die een duel verliest. Spelers kunnen enkel duelleren en geduelleerd worden als ze lid zijn van een stad. Soms moet een speler ook een duel winnen tegen een NPC. Als hij verliest, zal hij echter geen geld verliezen (alleen zo bij NPC's van opdrachten). Ook hoeft hij om tegen een NPC te duelleren niet per se lid van een stad te zijn. Als men tijdens een duel alle levenspunten verliest wint de tegenstander automatisch.

## Beroepen
Sinds versie 1.31 van het spel kan de speler ook een beroep kiezen. De beroepen in het spel zijn veldkok, kwakzalver, smid en zadelmeester. De speler kiest een beroep en met behulp van een aantal recepten kan men dan speciale voorwerpen maken. Sommige voorwerpen geven daarbij een tijdelijke bonus op bijvoorbeeld de snelheid of de vaardigheidspunten. Het maken van een product met handwerk kost na update 2.0 geen tijd meer. Het kost ook geen actiepunten. Naarmate men een hoger handwerklevel krijgt moet men nieuwe recepten aanleren. Als men handwerklevel 700 heeft bereikt kan men geen handwerkvaardigheidspunten meer krijgen.

## Steden
Spelers kunnen lid worden van een stad of zelf een stad starten. Het maximum aantal inwoners van een stad is 50 inwoners. In een stad zit een groep spelers die samen kunnen werken. Ook zijn er een aantal voorzieningen, zoals een bank, waar spelers geld op kunnen storten en een handelaar, waar voorwerpen kunnen worden gekocht.
De gebouwen zijn:
- Bank: Hier kan de speler geld storten dat niet verloren of gestolen kan worden. Het kost de speler echter wel geld om het geld te storten. In een eigen stad kost het hem 4% van het door hem gestorte geld en in een vreemde stad 20%. Het betaalde geld komt terecht in de stadskas.
- Kerk: Hier kan de speler bidden. Dit gebouw kan onbeperkt uit gebouwd worden.
- Stadhuis: In het stadhuis is een overzicht van de leden en de gebouwen van de stad.
- Saloon: In het saloon van vreemde steden kan de speler andere spelers uitdagen voor een duel. In het saloon van zijn eigen stad kan hij opdrachten aannemen en afsluiten.
- Woonhuizen: Is een gebouw dat niet op het plaatje van de stad wordt weergegeven, maar de woonhuizen moeten wel uitgebouwd worden. Het aantal mogelijke leden is afhankelijk van het level van de woonhuizen.
- Postkantoor: Hier kan de speler telegrammen naar andere spelers versturen.
- Kleermaker: Kledij, hoeden, broeken en schoenen kan de speler hier kopen. Ook kunnen hier voorwerpen en producten worden verkocht.
- Geweermaker: Deze verkoopt slagwapens, schietwapens en geweren. Ook hier kan de speler voorwerpen en producten verkopen.
- Handelaar: Hier zijn rijdieren, riemen en halsbanden te koop en kan de speler voorwerpen en producten verkopen.
- Doodgraver: Dit gebouw is nodig om te kunnen duelleren en hierin zijn de duelstatistieken van de leden van de stad te vinden.
- Hotel: Hier kunnen leden van de stad gratis en vreemdelingen voor geld slapen, zodat ze sneller actie- en levenspunten krijgen.
- Markt: Hier kunnen spelers voorwerpen en producten kopen, erop bieden en ze laten veilen en verkopen.
- Sheriff: Spelers kunnen hier een geldbedrag op het hoofd zetten van een speler. Een premie kan op 2 manieren uitgeloofd worden: dood of levend. Indien een premie op dood staat, wil dit zeggen dat men een speler moet laten flauwvallen (alle levenspunten afschieten) voor het geld te ontvangen. Staat hij op levend dan is overwinnen genoeg.
- Theater: In het theater kunnen spelers een kort reclame filmpje kijken. In ruil hiervoor krijgen ze een beloning. De beloning zijn levenspunten, actiepunten of motivatie punten. De grootte van de beloning is afhankelijk van het level van het theater en bij levenspunten ook van het totale aantal levenspunten. Spelers kunnen maximaal vijf filmpjes per dag kijken (op sommige werelden zijn dit twee filmpjes).

Steden moeten worden uitgebouwd. Dit is een aparte arbeid die elke speler die lid is van een stad uit kan voeren. Ze kunnen elk gebouw van een stad apart uitbouwen. naarmate de gebouwen van een stad hogere levels bereiken, zullen er meer dingen mogelijk worden. Bij een bank worden de transactiekosten verlaagd en bij een handelaar zullen er meer voorwerpen kunnen worden gekocht.
Het uitbouwen van de stad kost geld. Dit geld kan de speler uit zijn eigen zak betalen, maar hij kan dit ook uit de stadskas halen, indien er natuurlijk door andere spelers iets in gestort is.

### Forten
Steden kunnen ook een fort beheren. Die kunnen ze door middel van een fortgevecht veroveren of zelf oprichten. Forten kunnen ze alleen of met andere steden samen beheren. Er zijn drie soorten forten van verschillende grootte. Forten moeten, net zoals steden, ook worden uitgebouwd. Zo heeft een fort een kazerne, torens en een opslagplaats die uitgebouwd kunnen worden. Hiervoor zijn echter ook nog andere producten nodig, die te verkrijgen zijn via de arbeiden. Zo zijn er bijvoorbeeld scheepsbellen en spijkers nodig. Wanneer een fort uitgebouwd is levert dit extra bonussen op tijdens de fortgevechten. Voor spelers loont het om mee te doen aan fortgevechten, aangezien het geld, ervaringspunten en UPB-munten oplevert.

### Allianties
Steden kunnen zelf allianties stichten of er bij aansluiten. alliantie leden kunnen elkaar helpen bij bijvoorbeeld fortgevechten.
er is ook een speciale alliantie markt.

## Premium account
Je kan ook een premium account nemen, door zogenaamde Goud Nuggets te kopen. Dan krijgt men enkele voordelen. Men kan bijvoorbeeld kiezen voor een hoger salaris bij arbeiden of meer actiepunten. In de premiumwerelden Arizona, Briscoe, Colorado, Dakota, El Dorado en Fairbanks kan de speler meer doen met de Goud Nuggets. Zo kunnen er producten mee worden gekocht en de reistijd naar een bepaalde plek kan worden gehalveerd.

## 2.0
Op 17 oktober 2012 zijn alle Nederlandse servers geüpdatet naar versie 2.0. Op 15 oktober 2012 is Colorado opengegaan met 2.0. In 2.0 is veel veranderd. Zo zijn er nog maar drie arbeidstijden mogelijk: 15 seconden, 30 minuten en 1 uur. Verder is de kaart veranderd, de gehele interface en worden arbeiden beschikbaar bij een bepaald level. Arbeiden kunnen nog wel eerder vrijgespeeld worden (als het behaalde level nog niet behaald is) als er genoeg arbeidspunten worden ingebracht. De beloningen zijn afhankelijk van het aantal ingebrachte vaardigheidspunten.